# The Freethinker
The Freethinker (en français, Le Libre Penseur) est un magazine britannique laïc et humaniste créé par George William Foote en 1881. Il s'agit du plus vieux magazine sur la libre-pensée encore publié de nos jours. 
Le journal emprunte généralement une tonalité anti-religieuse. 
Proche de la National Secular Society pendant la plus grande partie de son histoire, The Freethinker est pourtant édité de façon strictement autonome.
En 2006, le titre de la page de garde du magazine change de Secular humanist monthly pour devenir The Voice of Atheism since 1881 (La Voix de l'Athéisme depuis 1881).